# Everhard Lodewijk van Württemberg
Everhard Lodewijk van Württemberg (Stuttgart, 18 september 1676 - Ludwigsburg, 31 oktober 1733) was van 1677 tot aan zijn dood hertog van Württemberg. Hij behoorde tot het huis Württemberg.

## Levensloop
Everhard Lodewijk was het derde kind van hertog Willem Lodewijk van Württemberg en Magdalena Sibylla van Hessen-Darmstadt, dochter van landgraaf Lodewijk VI van Hessen-Darmstadt. Na de vroege en onverwachte dood van zijn vader werd hij in 1677 op amper eenjarige leeftijd hertog van Württemberg. Het hertogelijk hof besliste om hem onder het regentschap van zijn oom Frederik Karel van Württemberg-Winnental te plaatsen. 
In 1693 liet zijn moeder hem door keizer Leopold I vervroegd tot hertog van Württemberg proclameren. De jonge hertog toonde geen grote interesse in de regeringszaken. Everhard Lodewijk werd door tijdgenoten omschreven als oppervlakkig en makkelijk beïnvloedbaar. Zijn gedrag zorgde ervoor dat de regeringszaken grotendeels werden toevertrouwd aan de regeringsraad. Everhard Lodewijk gaf de voorkeur aan het jagen en liet de staatsadministratie over aan zijn adviseurs. In 1697 huwde hij met Johanna Elisabeth van Baden-Durlach (1680-1757), dochter van markgraaf Frederik VII van Baden-Durlach. Ze kregen een zoon Frederik Lodewijk (1698-1731). 
Kort voor 1700 bezocht hij koning Lodewijk XIV van Frankrijk in het Kasteel van Versailles en maakte hij plannen om in Württemberg het absolutisme in te voeren. Om de financiën van zijn staat te verbeteren verhoogde hij de belastingen, maar de financiële problemen bleven nog steeds een obstakel. In 1704 begon hij aan de bouw van het Slot Ludwigsburg. Om geld te besparen gaf hij aan de arbeiders de toestemming om vijftien jaar belastingvrij rond het paleis te resideren. Uit deze residenties zou later de stad Ludwigsburg groeien.
Vanaf 1711 leefde Everhard Lodewijk grotendeels in Ludwigsburg, in het gezelschap van zijn maîtresse Wilhelmine von Grävenitz, met wie hij in 1707 een morganatisch huwelijk was aangegaan. Onder druk van de keizer werd het huwelijk algauw ontbonden, waarna von Grävenitz in ballingschap ging. Everhard Lodewijk volgde haar naar Zwitserland, waar ze tot in 1710 verbleven. Nadat Wilhelmine met de graaf von Würben was getrouwd, werd de invloedrijke maîtresse van Everhard Lodewijk terug toegelaten aan het hertogelijk hof. Voor ongeveer twee decennia had Wilhelmine een sterke invloed op de regeringszaken van Württemberg en het was zij die de hertogelijke residentie en de hoofdstad verplaatste van Stuttgart naar de dunbevolkte stad Ludwigsburg. Everhard Lodewijks echtgenote Johanna Elisabeth bleef in het hertogelijk paleis van Stuttgart.
Na de vroege dood van zijn enige zoon en erfopvolger Frederik Lodewijk in 1731 dreigde Württemberg in katholieke handen terecht te komen, wat ondenkbaar was voor het protestantse hertogdom. Everhard Lodewijk verbrak daarop alle banden met zijn maîtresse Wilhelmine von Grävenitz en keerde terug naar zijn wettige, maar lang genegeerde echtgenote Johanna Elisabeth in de hoop een nieuwe erfgenaam te produceren. Dit lukte niet omdat beide echtelieden vijftigers waren.
Op 31 oktober 1733 stierf hij op 57-jarige leeftijd in Ludwigsburg aan een beroerte. Het hertogdom Württemberg viel toe aan zijn neef Karel Alexander van Württemberg, die zich tot het katholicisme had bekeerd. Voor zijn tijd was Everhard Lodewijk een zeer tolerant heerser. 

## Militaire carrière
Tijdens de Spaanse Successieoorlog werd hij in 1707 veldmaarschalk van de Zwabische troepen in de coalitie tegen Frankrijk. Hij kreeg de titel van keizerlijk veldmaarschalk. Tussen 1711 en 1713 was hij commandant van het keizerlijk leger in Duitsland, als vertegenwoordiger van prins Eugenius van Savoye en in 1712 werd hij protestants rijksgeneraal-veldmaarschalk.